# Edvin Jurisevic
Edvin Jurisevic (Rijeka, 7 juni 1975) is een Amerikaans voormalig voetbalscheidsrechter van Kroatische komaf. Hij was in dienst van FIFA en CONCACAF tussen 2010 en 2017. Ook leidde hij van 2008 tot 2017 wedstrijden in de Major League Soccer.
Op 3 augustus 2008 leidde Jurisevic zijn eerste wedstrijd in de Amerikaanse nationale competitie. Tijdens het duel tussen D.C. United en Kansas City Wizards (2–0) trok de leidsman driemaal de gele kaart. In internationaal verband debuteerde hij tijdens een wedstrijd tussen Santos Laguna en CD Águila in de CONCACAF Champions League; het eindigde in 5–0 en Jurisevic gaf één gele kaarten. Op 19 november 2009 leidde de Amerikaan zijn eerste interland, toen Honduras met 1–2 verloor van Peru. Tijdens dit duel gaf de leidsman vijf gele kaarten. In oktober 2011 was hij voor het eerst scheidsrechter bij een kwalificatiewedstrijd voor het WK voetbal. De Kaaimaneilanden verloren met 0–1 van Suriname door een doelpunt van Giovanni Drenthe. Jurisevic gaf twee spelers een gele kaart en één een rode.

## Interlands
| Datum             | Plaats                            | Wedstrijd                          | Uitslag | Competitie                      | Kreeg geel | Kreeg voor de tweede keer geel en dus rood | Weggestuurd |
| ----------------- | --------------------------------- | ---------------------------------- | ------- | ------------------------------- | ---------- | ------------------------------------------ | ----------- |
| 19 november 2009  | Miami Gardens, Verenigde Staten   | Honduras – Peru                    | 1 – 2   | Vriendschappelijk               | 5          | 0                                          | 0           |
| 4 september 2010  | Toronto, Canada                   | Canada – Peru                      | 0 – 2   | Vriendschappelijk               | 1          | 0                                          | 0           |
| 28 mei 2011       | Seattle, Verenigde Staten         | Mexico – Ecuador                   | 1 – 1   | Vriendschappelijk               | 0          | 0                                          | 0           |
| 8 oktober 2011    | George Town, Kaaimaneilanden      | Kaaimaneilanden – Suriname         | 0 – 1   | WK 2014 kwalificatie            | 2          | 0                                          | 1           |
| 26 januari 2012   | Houston, Verenigde Staten         | Mexico – Venezuela                 | 3 – 1   | Vriendschappelijk               | 6          | 0                                          | 0           |
| 27 mei 2012       | Dallas, Verenigde Staten          | Honduras – Nieuw-Zeeland           | 0 – 1   | Vriendschappelijk               | 2          | 0                                          | 0           |
| 1 juni 2012       | Chicago, Verenigde Staten         | Mexico – Bosnië en Herzegovina     | 2 – 1   | Vriendschappelijk               | 3          | 0                                          | 0           |
| 2 juni 2013       | New York, Verenigde Staten        | Honduras – Israël                  | 0 – 2   | Vriendschappelijk               | 3          | 0                                          | 0           |
| 19 november 2013  | Saint Louis, Verenigde Staten     | Argentinië – Bosnië en Herzegovina | 2 – 0   | Vriendschappelijk               | 1          | 0                                          | 0           |
| 7 juni 2014       | Tampa, Verenigde Staten           | Japan – Zambia                     | 4 – 3   | Vriendschappelijk               | 4          | 0                                          | 0           |
| 6 september 2014  | Bayamón, Puerto Rico              | Puerto Rico – Frans-Guyana         | 1 – 2   | Caribbean Cup 2014 kwalificatie | 1          | 0                                          | 0           |
| 10 september 2014 | East Rutherford, Verenigde Staten | Brazilië – Ecuador                 | 1 – 0   | Vriendschappelijk               | 1          | 0                                          | 0           |
| 15 oktober 2014   | Harrison, Verenigde Staten        | El Salvador – Ecuador              | 1 – 5   | Vriendschappelijk               | 1          | 0                                          | 0           |
| 16 januari 2015   | Orlando, Verenigde Staten         | Canada – IJsland                   | 1 – 2   | Vriendschappelijk               | 4          | 0                                          | 0           |
| 6 juni 2015       | Hamilton, Bermuda                 | Bermuda – Puerto Rico              | 1 – 1   | Vriendschappelijk               | 1          | 0                                          | 0           |
| 11 juni 2015      | Oranjestad, Aruba                 | Aruba – Barbados                   | 0 – 2   | WK 2018 kwalificatie            | 4          | 0                                          | 1           |
| 28 juni 2015      | Orlando, Verenigde Staten         | Mexico – Costa Rica                | 2 – 2   | Vriendschappelijk               | 5          | 0                                          | 0           |
| 28 mei 2016       | Atlanta, Verenigde Staten         | Mexico – Paraguay                  | 1 – 0   | Vriendschappelijk               | 5          | 0                                          | 0           |